# Myrabolia pelion
Myrabolia pelion – gatunek chrząszcza z rodziny Myraboliidae.
Gatunek ten opisany został po raz pierwszy w 2008 roku przez Wiolettę Tomaszewską i Adama Ślipińskiego na podstawie okazów odłowionych w 1980 i 1991 roku. Lokalizacją typową jest Pelion Gap na stokach Mount Ossa, od którego to pochodzi nadany epitet gatunkowy.
Chrząszcz o podługowato-owalnym ciele długości od 2,06 do 2,31 mm, od 2,9 do 3,06 raza dłuższym niż szerokim. Oskórek porastają długie włoski. Ubarwiony jest jednolicie brązowo. Głowa jest całkowicie prognatyczna. Czułki mają człony od szóstego do ósmego oraz czwarty co najwyżej tak długie jak szerokie, natomiast trzeci i piąty nieco dłuższe niż szerokie. Przedplecze ma lekko faliste boki z ostrymi ząbkami i karbowanymi listewkami. Długość przedplecza wynosi od 0,82 do 0,85 jego szerokości. Wierzchołek wyrostka przedpiersia jest ścięty. Pokrywy są 1,74–1,82 raza dłuższe niż szerokie oraz mają delikatnie karbowane brzegi boczne na wysokości barków i ostry ząbek w kątach przednich. Odległości między punktami w rzędach pokryw wynoszą od dwu– do trzykrotności ich średnicy. Genitalia samca charakteryzują się nieco odgiętymi na zewnątrz paramerami.
Owad endemiczny dla australijskiej Tasmanii. Osobniki dorosłe spotykano w lutym, marcu i listopadzie, na rzędnych od 860 do 1120 m n.p.m., w lasach i zadrzewieniach. Znajdywane były na korze bukanów, Eucalyptus coccifera, melaleuki, a także wśród traw. Odławiano je metodą czerpakowania, odymiania i do pułapek Malaise’a.